# Рейш, Педру
Педру Мигел Рейш Франку (порт.  Pedro Miguel Reis Franco; род. 8 февраля 1985, Виана-ду-Каштелу, Португалия) — португальский футболист, нападающий клуба «Унио Эспортива Санта-Колома».

## Биография
Воспитанник футбольной школы клуба «Ланьезеш». С 2004 года по 2008 год являлся игроком команды «Вила-Франка», которая играла в низших лигах Португалии.
В 2008 году стал игроком андоррского клуба «Лузитанс», который в основном состоял из португальских игроков. Вместе с командой стал финалистом Кубка Андорры 2009, тогда «Лузитанс» уступил "Санта-Коломе" с разгромным счётом (1:6). Летом 2010 года дебютировал в еврокубках, в двухматчевом противостоянии в рамках первого квалификационного раунда Лиги Европы против македонского клуба «Работнички». По сумме двух встреч андоррцы уступили со счётом (0:11).
В сезоне 2010/11 «Лузитанс» впервые завоевал бронзовые награды Примера Дивизио, а уже в следующем сезоне команда впервые стала чемпионом Андорры. В июле 2012 года принял участие в квалификации Лиги чемпионов, сыграв в двух играх против мальтийской «Валлетты» (поражение по сумме двух матчей 0:9). В сезоне 2012/13 команда «Лузитанс» вновь становится чемпионом Андорры. Летом 2013 года Педру Рейш сыграл в домашней игре квалификации Лиги чемпионов против фарерского ЭБ/Стреймур. Однако, это не помогло его команде, андоррцы уступили с общим счётом (3:7). Сезон 2013/14 команда завершила на четвёртом месте и дошла до финала Кубка Андорры, где уступила «Сан-Жулии» (1:2). Сезон 2014/15 завершился для его команды серебряными медалями Примера Дивизио.
Летом 2015 года стал игроком «Унио Эспортива Санта-Колома». Чемпионат Андорры для его команды завершился на четвёртом месте, однако в Кубке Андорры, «Унио Эспортива Санта-Колома» обыграла «Энгордань» (3:0). В июне 2016 года принял участие в домашней игре квалификации Лиги Европы против хорватской «Локомотивы» и отметился забитым голом, однако по сумме двух игр его клуб уступил со счётом (2:7). В сентябре 2016 года в матче за Суперкубок Андорры «Унио Эспортива Санта-Колома» обыграла «Санта-Колому» с минимальным счётом (1:0).

## Достижения
«Лузитанс»
- Чемпион Андорры (2): 2011/12, 2012/13
- Серебряный призёр чемпионата Андорры (1): 2014/15
- Бронзовый призёр чемпионата Андорры (1): 2010/11
- Финалист Кубка Андорры (2): 2009, 2014

«УЭ Санта-Колома»
- Обладатель Кубка Андорры (1): 2016
- Обладатель Суперкубка Андорры (1): 2016